# Selección femenina de baloncesto de la República Popular China
La selección femenina de baloncesto de China es el equipo formado por jugadoras de nacionalidad china que representa a la Asociación de Baloncesto de la República Popular China en las competiciones internacionales organizadas por la Federación Internacional de Baloncesto (FIBA) o el Comité Olímpico Internacional (COI): los Juegos Olímpicos, la Copa Mundial de Baloncesto y el Campeonato FIBA Asia.
En los Juegos Olímpicos ha conseguido la medalla de plata en 1992, el bronce en 1984 y el cuarto puesto en 2008. En el Campeonato Mundial resultó segunda en 1994 y 2022, tercera en 1983, quinta en 1986 y sexta en 2002 y 2014.
La selección femenina de China es una de las dos potencias de Asia junto con Corea del Sur. Logró el oro en siete ediciones de los Juegos Asiáticos, la plata en cuatro ediciones y el bronce en dos. En el Campeonato Asiático logró 12 títulos, nueve segundos puestos y tres terceros.

## Historia
El baloncesto fue introducido por primera vez en China por los misioneros de la YMCA en la segunda mitad de la década de 1890, y siguió siendo popular en las zonas urbanas durante el período republicano. Con la creación de la República Popular China, el deporte conservó su popularidad, introduciéndose en la educación física en las escuelas.
La primera película en color sobre deportes en China fue Woman Basketball Player No. 5, de Xie Jin, de 1957. En la década de 1970, el baloncesto era, junto con el voleibol, uno de los deportes femeninos más populares del país.
China permaneció fuera de las competiciones internacionales desde 1958, cuando el Comité Olímpico Internacional eligió a Taiwán como representante del país.
Después de que la República Popular China se convirtiera en representante de China en competiciones internacionales, el equipo de baloncesto ganó varios elogios, incluidos varios oros en los Juegos Asiáticos y la Copa de Asia, un tercer lugar en los Juegos Olímpicos de 1984 y un tercer lugar en el Campeonato Mundial de 1983.
Por primera vez desde 1994, China consiguió una medalla en la Copa Mundial Femenina de 2022 tras ser derrotada por el equipo de Estados Unidos en la final.

## Plantillas anteriores
- Juegos Olímpicos 1984: finalizó 3°  de 6 equipos.

Chen Yuefang, Li Xiaoqin, Ba Yan, Song Xiaobo, Qui Chen, Wang Jun, Xiu Lijuan, Zheng Haixia, Cong Xuedi, Zhang Huí, Liu Qing, Zhang Yueqin.
- Juegos Olímpicos 1992: finalizó 2°  de 8 equipos.

Cong Xuedi, He Jun, Li Dongmei, Li Xin, Liu Jun, Liu Qing, Peng Ping, Wang Fang, Zhan Shuping, Zheng Dongmei, Zheng Haixia.
- Copa Mundial 2022: finalizó 2°  de 12 equipos.

Li Yuan, Wang Siyu, Wu Tongtong, Yang Liwei, Jin Weina, Li Meng, Zhang Ru, Huang Sijing, Pan Zhenqi, Dilixiati Dilana, Li Yueru, Han Xu. Entrenador: Zheng Wei

## Historial

### Copa Mundial
| Copa Mundial de Baloncesto | Copa Mundial de Baloncesto | Copa Mundial de Baloncesto | Copa Mundial de Baloncesto | Copa Mundial de Baloncesto | Copa Mundial de Baloncesto |
| -------------------------- | -------------------------- | -------------------------- | -------------------------- | -------------------------- | -------------------------- |
| - 1953: No calificó        |                            | - 1979: No calificó        |                            | - 2006: 12° Lugar          |                            |
| - 1957: No calificó        |                            | - 1983:                    |                            | - 2010: 13° Lugar          |                            |
| - 1959: No calificó        |                            | - 1986: 5° Lugar           |                            | - 2014: 6° Lugar           |                            |
| - 1964: No calificó        |                            | - 1990: 9° Lugar           |                            | - 2018: 6° Lugar           |                            |
| - 1967: No calificó        |                            | - 1994:                    |                            | - 2022:                    |                            |
| - 1971: No calificó        |                            | - 1998: 12° Lugar          |                            | - 2026: ?                  |                            |
| - 1975: No calificó        |                            | - 2002: 6° Lugar           |                            |                            |                            |

### Juegos Olímpicos
| Baloncesto en los Juegos Olímpicos | Baloncesto en los Juegos Olímpicos | Baloncesto en los Juegos Olímpicos | Baloncesto en los Juegos Olímpicos | Baloncesto en los Juegos Olímpicos | Baloncesto en los Juegos Olímpicos |
| ---------------------------------- | ---------------------------------- | ---------------------------------- | ---------------------------------- | ---------------------------------- | ---------------------------------- |
| - 1976: No calificó                |                                    | - 1996: 9° Lugar                   |                                    | - 2016: 10° Lugar                  |                                    |
| - 1980: No calificó                |                                    | - 2000: No calificó                |                                    | - 2020: 5° Lugar                   |                                    |
| - 1984:                            |                                    | - 2004: 9° Lugar                   |                                    | - 2024: 9° Lugar                   |                                    |
| - 1988: 6° Lugar                   |                                    | - 2008: 4° Lugar                   |                                    |                                    |                                    |
| - 1992:                            |                                    | - 2012: 6° Lugar                   |                                    |                                    |                                    |

### Campeonato FIBA Asia
| Campeonato FIBA Asia | Campeonato FIBA Asia | Campeonato FIBA Asia | Campeonato FIBA Asia | Campeonato FIBA Asia | Campeonato FIBA Asia |
| -------------------- | -------------------- | -------------------- | -------------------- | -------------------- | -------------------- |
| - 1965: No calificó  |                      | - 1988:              |                      | - 2009:              |                      |
| - 1968: No calificó  |                      | - 1990:              |                      | - 2011:              |                      |
| - 1970: No calificó  |                      | - 1992:              |                      | - 2013:              |                      |
| - 1972: No calificó  |                      | - 1994:              |                      | - 2015:              |                      |
| - 1974: No calificó  |                      | - 1995:              |                      | - 2017:              |                      |
| - 1976:              |                      | - 1997:              |                      | - 2019:              |                      |
| - 1978:              |                      | - 1999: No calificó  |                      | - 2021:              |                      |
| - 1980:              |                      | - 2001:              |                      | - 2023:              |                      |
| - 1982:              |                      | - 2004:              |                      | - 2025: ?            |                      |
| - 1984:              |                      | - 2005:              |                      |                      |                      |
| - 1986:              |                      | - 2007:              |                      |                      |                      |

## Palmarés
- Copa Mundial de Baloncesto:
  -  Subcampeón (2): 1994, 2022
  -  Tercer lugar (1): 1983

- Juegos Olímpicos:
  -  Subcampeón (1): 1992
  -  Tercer lugar (1): 1984

- Campeonato FIBA Asia:
  -   Campeón (12): 1976, 1986, 1990, 1992, 1994, 1995, 2001, 2004, 2005, 2009, 2011, 2023
  -  Subcampeón (9): 1978, 1980, 1982, 1984, 1988, 2007, 2015, 2019, 2021
  -  Tercer lugar (3): 1997, 2013, 2017

- Juegos Asiáticos:
  -   Campeón (7): 1982, 1986, 2002, 2006, 2010, 2018, 2022
  -  Subcampeón (4): 1978, 1990, 1998, 2014
  -  Tercer lugar (2): 1974, 1994